# 费赫勒岛
费赫勒岛（阿拉伯语：‎）是阿曼马斯喀特的一个岛屿，距离陆地约4千米。费赫勒港（阿拉伯语：‎）与之隔海相望。
《郑和航海图》中作龟屿，《顺风相送》中作龟山。